# 11e régiment parachutiste de choc
Das 11erégiment parachutiste de choc (deutsch 11. Fallschirm-Sturmregiment), oft auch 11e Choc oder abgekürzt 11e RPC, war ein Fallschirmjägerverband des französischen Heeres. Die Einheit wurde 1948 als Bataillon unter seinem ersten Kommandeur Paul Aussaresses aufgestellt und nahm am Indochinakrieg, der Suezkrise sowie am Algerienkrieg teil.

## Geschichte

Abzeichen des 11^{e} régiment parachutiste de choc

Die Rolle des Bataillons war es, unter der Ägide des Auslandsgeheimdienstes SDECE verdeckte Operationen durchzuführen. Die Einheit nahm am Indochinakrieg teil. 1955 wurde mit dem 12e bataillon parachutiste de choc eine Schwestereinheit geschaffen und der Grundstein zur späteren zur 11e demi-brigade parachutiste de choc gelegt. 1956 nahmen Teile der Einheit an den Kampfhandlungen während der Suezkrise teil.
Während des Algerienkriegs übernahm der Verband eine führende Rolle im „Schmutzigen Krieg“ gegen die Front de Libération Nationale (FLN). Er wurde 1963 aufgelöst.
Im Jahr 1985 wurde der Verband in Regimentsstärke wieder aufgestellt und war 1988 in Neukaledonien an der gewaltsamen Befreiung von Geiseln aus der Hand der Kanakischen Befreiungsfront beteiligt. 1993 wurde RPC erneut aufgelöst.